# Bobbie Phillips
Pour les articles homonymes, voir Phillips.
Bobbie Phillips, née le 29 janvier 1968 à Charleston (Caroline du Sud), est une actrice américaine.

## Biographie
Bobbie Phillips est une actrice connue pour ses rôles récurrents dans les séries télévisées Murder One et Les Héros de Cap Canaveral ainsi que pour son apparition dans X-Files,. Au cinéma, elle a joué des premiers rôles dans les films TC 2000, Hail Caesar, Le Carnaval des âmes (en) et Evil Breed: The Legend of Samhain (en).
Après avoir arrêté sa carrière d'actrice en 2003, elle fait son retour en 2014 en jouant dans plusieurs films indépendants qui sortent en 2015 et 2016.

### Vie privée
Elle est mariée avec Anthony Filipetto.

## Filmographie
Sauf indication contraire, les informations mentionnées dans cette section peuvent être confirmées par la base de données cinématographiques IMDb,  présente dans la section « Liens externes ».

### Cinéma
- 1993 : TC 2000 de T. J. Scott : Zoey Kinsella / TC 2000 X
- 1994 : Hail Caesar de Anthony Michael Hall : Buffer Bidwell
- 1995 : Showgirls de Paul Verhoeven : Dee
- 1998 : Le Carnaval des âmes (en) (Carnival of Souls) de Adam Grossman : Alex Grant
- 2003 : Evil Breed: The Legend of Samhain (en) de Christian Viel : Karen Douglas
- 2003 : Weed Man de Anthony Filipetto : ?
- 2004 : Last Flight Out de Jerry Jameson : Dr Anne Williams
- 2015 : Chasing Valentine de Navin Ramaswaran : Beth
- 2015 : Save Yourself (en) de Ryan M. Andrews : Elizabeth
- 2016 : Renaissance de Matthew Campagna : Dr. Babette Winter
- 2016 : The Apostle Peter: Redemption de Leif Bristow : Poppaea
- 2019 : The Gandhi Murder (en) de Karim Traïdia et Pankaj Sehgal : Elizabeth
- 2019 : Beast Within de Christopher D. Green et Steven Morana : Mélanie

### Télévision

#### Séries télévisées
- 1991 : Parker Lewis ne perd jamais (Parker Lewis Can't Lose) : Melinda (saison 2, épisode 11)
- 1991-1992 : Mariés, deux enfants (Married… with Children) : Jill / Kara (saison 6, épisode 3 et 14)
- 1992 : Matlock : Lisa Loomis (saison 6, épisode 16)[4]
- 1992 : Les Dessous de Palm Beach (Silk Stalkings) : Tessa Shaver (saison 2, épisode 2)
- 1992 : Le Juge de la nuit (Dark Justice) : Lucy (saison 2, épisode 12)
- 1994 : Dans l'œil de l'espion (Fortune Hunter) : Kelly Owen (saison 1, épisode 10)
- 1995-1996 : Murder One : Julie Costello (15 épisodes)
- 1996 : X-Files : Aux frontières du réel (The X-Files) : Dr Bambi Berenbaum (saison 3 épisode 12)
- 1996 : Incorrigible Cory (Boy Meets World) : Louanne (saison 3, épisode 20)
- 1996-1997 : Les Héros de Cap Canaveral (The Cape) : Barbara DeSantos (17 épisodes)
- 1997 : Stargate SG-1 : Kynthia (saison 1, épisode 9)[5]
- 1998-2000 : Un toit pour trois (Two Guys and a Girl) : Shawn (3 épisodes)
- 1999 : The Crow (The Crow: Stairway to Heaven) : Hannah Foster (saison 1, épisode 15 et 19)
- 2001 : Sept jours pour agir (Seven Days) : Raven (saison 3, épisode 12)
- 2001 : Dharma et Greg (Dharma and Greg) : Anna (saison 5, épisode 10)

#### Téléfilms
- 2014 : Kate et Linda (The Good Sister) de Philippe Gagnon : Mme Nelles
- 2017 : Le parfum du grand amour (Love Blossoms) de Jonathan Wright : Olivia Caine